# Lipno (Groot-Polen)
Lipno is een dorp in het Poolse woiwodschap Groot-Polen, in het district Leszczyński. De plaats maakt deel uit van de gemeente Lipno en telt 1176 inwoners.

## Verkeer en vervoer
- Station Lipno Nowe